# Kunshan Déli pályaudvar
Kunshan Déli pályaudvar (egyszerűsített kínai írással: 昆山南站; tradicionális kínai írással: 崑山南站; pinjin: Kūnshān-nán zhàn) egy vasúti pályaudvar Kínában, Csiangszu tartományban, Kunshan városban a Peking–Sanghaj nagysebességű vasútvonalon és a Sanghaj–Nanking nagysebességű vasútvonalon. Az állomás építése 2009 július 21-én kezdődött és 2010 július 1-jén adták át a forgalomnak.
Az állomás néhány km-re lesz a "régi" Kunshan állomástól, mely a régi Peking–Sanghaj-vasútvonalon található.
A pályaudvarnak kétszer 6 vágánya és két-két peronja van. Külön átmenő vágányai és peronjai vannak az állomáson keresztülhaladó két nagysebességű vasútvonalnak.

## Vasútvonalak
Az állomást az alábbi vasútvonalak érintik:
- Peking–Sanghaj nagysebességű vasútvonal
- Sanghaj–Nanking nagysebességű vasútvonal

## Kapcsolódó állomások
A vasútállomáshoz az alábbi állomások vannak a legközelebb:
- Yangcheng Lake railway station (Nanjing railway station, Nanjing South railway station, Sanghaj–Nanking nagysebességű vasútvonal)
- Huaqiao railway station (Sanghaj pályaudvar, Sanghaj Hungcsiao pályaudvar, Sanghaj–Nanking nagysebességű vasútvonal)
- Suzhou North railway station (Peking Déli pályaudvar, Peking–Sanghaj nagysebességű vasútvonal)
- Sanghaj Hungcsiao pályaudvar (Sanghaj Hungcsiao pályaudvar, Peking–Sanghaj nagysebességű vasútvonal)